# Cryptomeria japonica
Cryptomeria japonica  es la única especie del género de coníferas de la familia de las taxodiáceas. Es endémica de Japón, donde se conoce con el nombre japonés de sugi (杉). Es una importante especie forestal en China, donde fue introducida hace muchos siglos, y también en Taiwán, donde comenzó a cultivarse durante la dominación japonesa. En Occidente se ha incrementado el uso del término «sugi» para referirse a este árbol, denominación más adecuada que el usado antiguamente en inglés, «cedro japonés», porque el sugi no es un auténtico cedro (Cedrus). 

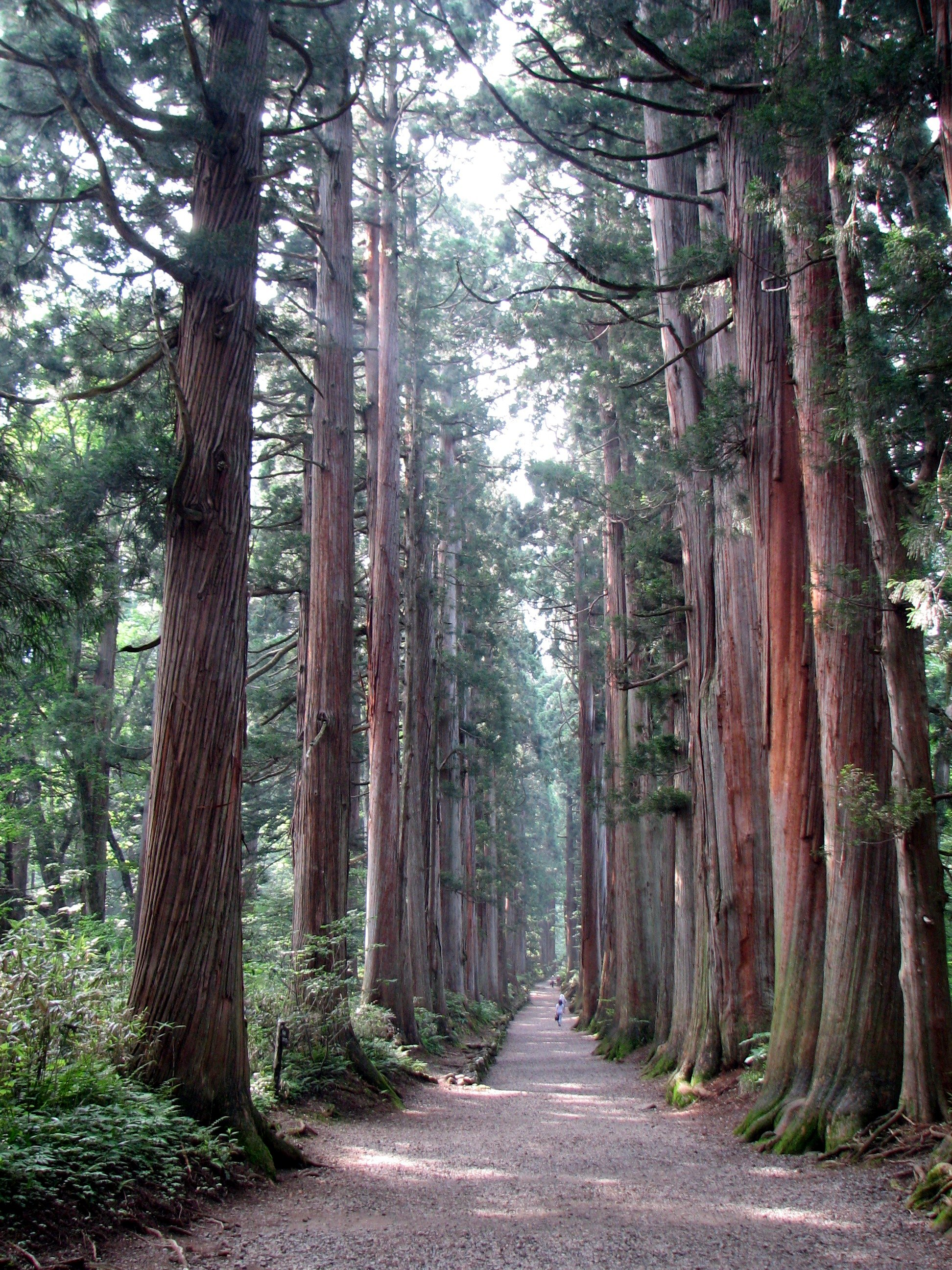
Avenida de sugi con el "altar Togakushi" en Nagano, isla de Honshu, Japón

## Descripción
Es un árbol perennifolio que llega a medir 70 m de altura y 4 m de diámetro de tronco, con corteza rojo parduzca con flecos en tiras verticales. Presenta hojas espiraladas, tipo aguja, de 0,5–1 cm de largo; conos de semilla globular, de 1–2 cm de diámetro con cerca de 20–40 escamas. Es superficialmente similar a la sequoia gigante (Sequoiadendron giganteum), diferenciándose por las hojas más largas (menos de 0,5 cm en la sequoia) y de conos más pequeños (4–6 cm en la sequoia), y de más dura corteza (delgada, suave, esponjosa).
De mucho tiempo atrás en China se describió una variedad Cryptomeria japonica var. sinensis (o aún una especie distinta, Cryptomeria fortunei), pero no difieren de toda el área de variación en la vida silvestre en Japón, y no hay definitiva evidencia como para saber qué ocurrió en China. 

## Ecología
Cryptomeria constituye el alimento de las larvas de algunas polillas del género Endoclita, incluidas E. auratus, E. punctimargo, y E. undulifer.
El polen de sugi (y de hinoki) es una importante causa de rinitis alérgica en Japón.

## Taxonomía
Cryptomeria japonica fue descrita por (Thunb. ex L.f.) D.Don y publicada en Transactions of the Linnean Society of London 18: 167, pl. 13, f. 1. 1839.
Sinonimia
- Cryptomeria araucarioides Henkel & W.Hochst.
- Cryptomeria compacta Beissn.
- Cryptomeria elegans Jacob-Makoy
- Cryptomeria fortunei Hooibr. ex Billain
- Cryptomeria generalis E.H.L.Krause
- Cryptomeria kawaii Hayata
- Cryptomeria lobbiana Billain
- Cryptomeria lobbii (Carrière) Lavallée
- Cryptomeria mairei (H.Lév.) Nakai
- Cryptomeria mucronata Beissn.
- Cryptomeria nana Lindl. & Gordon
- Cryptomeria nigricans Carrière
- Cryptomeria pungens Beissn.
- Cryptomeria variegata Beissn.
- Cryptomeria viridis Beissn.
- Cupressus japonica Thunb. ex L.f.
- Cupressus mairei H.Lév.
- Schubertia japonica (Thunb. ex L.f.) Jacques
- Schubertia japonicum (Thunb. ex L. f.) Brongn.
- Taxodium japonicum (Thunb. ex L.f.) Brongn.[4]

## Simbolismo y usos

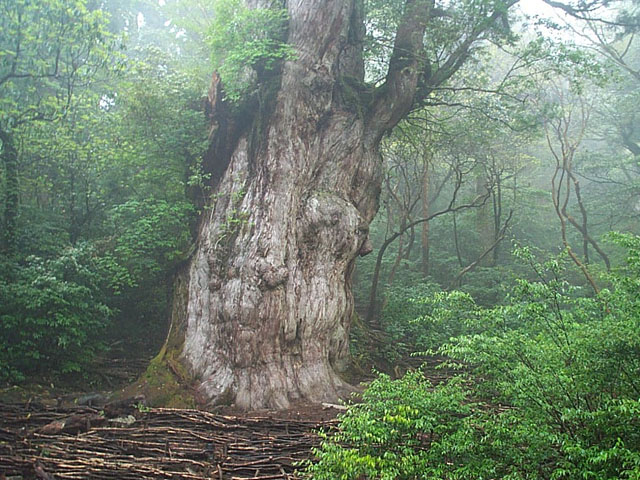
"Jōmon Sugi", el espécimen conocido más grande de Cryptomeria. Se encuentra en Yakushima, Japón.

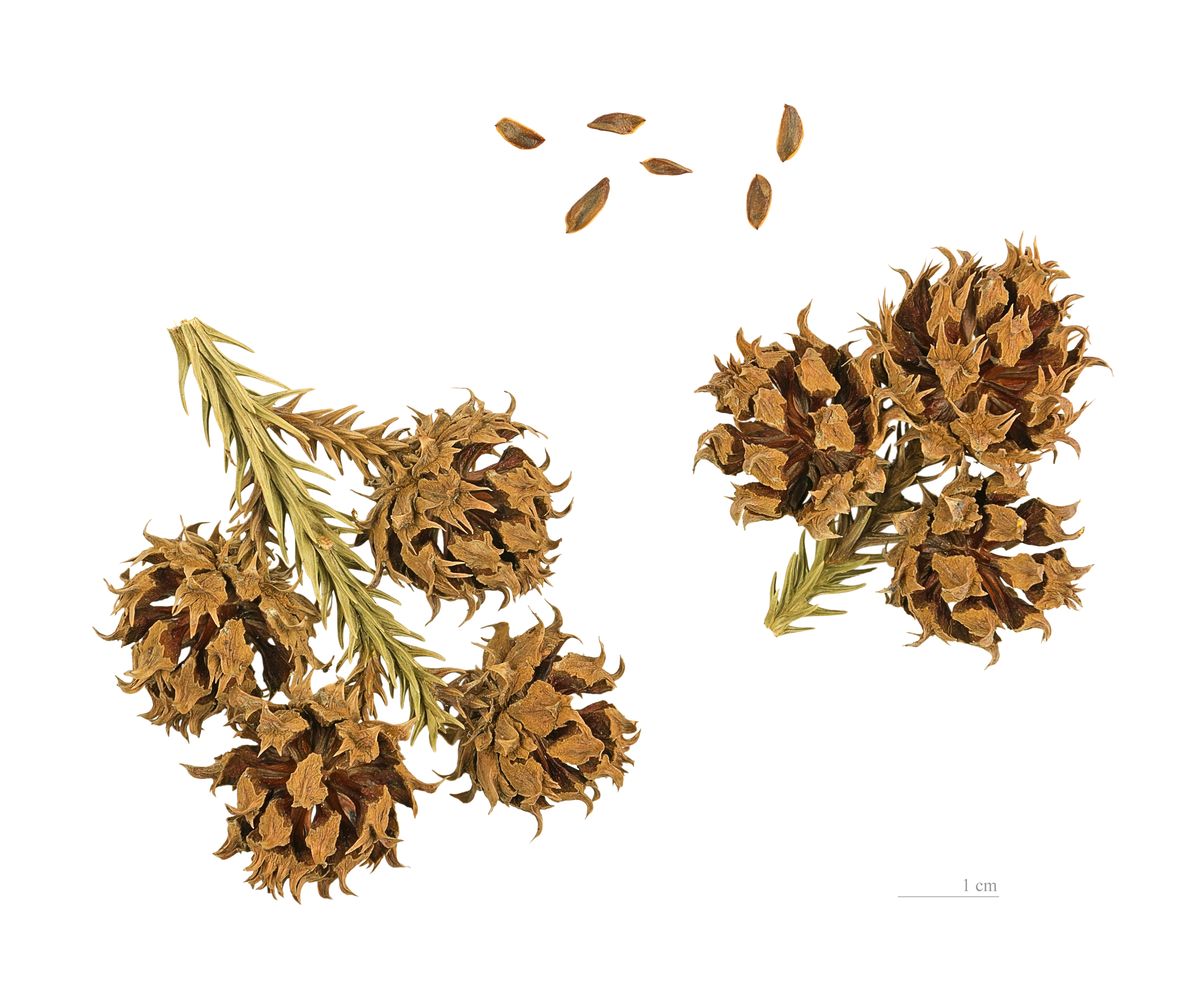
Semillas de Cryptomeria japonica

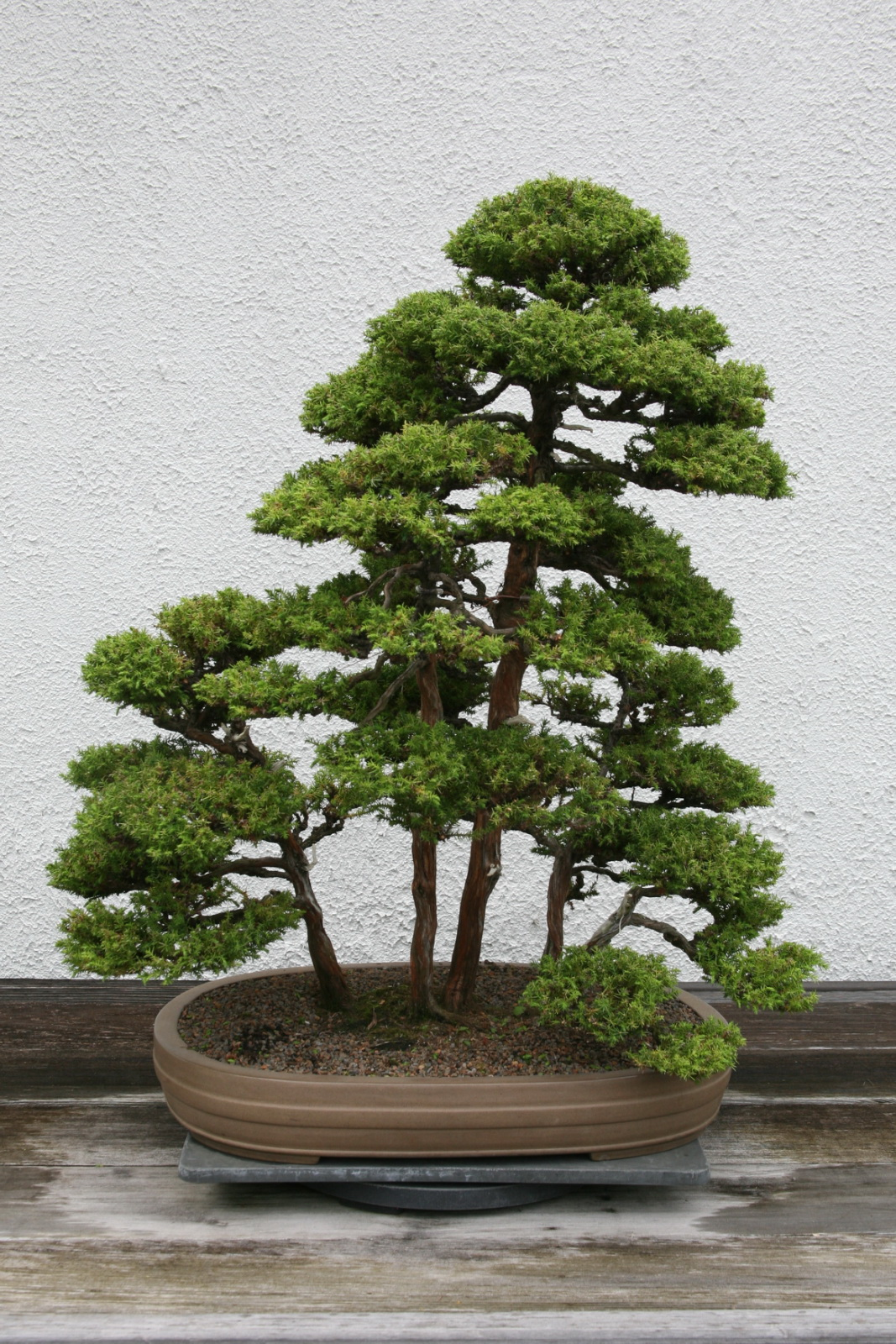
Bonsái de Cryptomeria

El sugi es el árbol nacional de Japón, comúnmente plantado alrededor de templos, con muchos y enormes árboles plantados siglos atrás. Sargent (1894; The Forest Flora of Japan) registra el instante en que un Daimyō (amo feudal) que era demasiado pobre para donar una luz votiva de piedra en el funeral del Shōgun Tokugawa Ieyasu (1543–1616) en el altar Tōshōgū, pero a requisitorias permitió plantar una avenida de sugi, "para que futuros visitantes sientan su protección del calor del sol". La oferta se aceptó; y la avenida, aún existente, tiene 65 km de longitud, y "es sin igual de grandeza".

Se utiliza extensamente en forestación en Japón y en China, y mucho como árbol ornamental en otras áreas templadas, incluyendo Gran Bretaña, Europa y Norteamérica. Es destacable su presencia en las islas Azores (Portugal), donde fue introducida para explotación maderera y hoy en día se encuentra naturalizada en los bosques del archipiélago.
Un ejemplar gigante de Cryptomeria japonica,  llamado Jōmon Sugi y ubicado en la isla de Yakushima, (en el pequeño archipiélago de las Islas Osumi, al sur de Kyushu), en Japón, está hermanado con el gran Tane Mahuta (un kauri gigante) de la isla Norte de Nueva Zelanda. El árbol japonés está declarado 'Patrimonio de la Humanidad' por la Unesco.
Una forma arbórea ornamental muy popular es el cultivar 'Elegans', notable por retener su follaje juvenil toda su vida, en vez del follaje normal desarrollado de adulto, que cambia año tras año. Es un árbol arbustivo de 5–10 m de altura.
La madera es aromática, de un rojo rosado, liviana pero fuerte, a prueba de agua y resiste sin decaer. En Japón es usado en todo tipo de construcción y en interior para boiserie, etc.